# 다리우시 두트카
다리우시 두트카(폴란드어: Dariusz Dudka, 1983년 12월 19일 ~ )는 폴란드의 전 축구 선수로서, 포지션은 수비수 및 수비형 미드필더이다.

## 축구인 경력

### 선수 경력
2000년 4월 아미차 브론키에서 프로 무대 데뷔전을 치렀다. 아미차에서의 활약으로 2004년 폴란드 국가대표팀에 발탁되었으며 2005년엔 폴란드의 명문 구단인 비스와 크라쿠프로 이적하였다. 비스와에서 주전 선수로 활약하며 2007-08 시즌 팀을 우승으로 이끈 후 프랑스의 AJ 오세르로 이적하였다.